# Алтиндан
Алтинда́н (каз. Алтындән) — село у складі Талгарського району Алматинської області Казахстану. Входить до складу Алатауського сільського округу.
В радянські часи село називалось Березка.
Населення — 140 осіб (2021; 275 у 2009, 124 у 1999, 91 у 1989).